# アヴネル・ドルマン
アヴネル・ドルマン（ヘブライ文字:אבנר דורמן, ラテン文字:Avner Dorman、1975年4月14日 - ）はイスラエルの作曲家。
テルアビブ出身。テルアビブ大学で音楽・音楽学・物理学を専攻し、修士号を取得した。その後、ジュリアード学院でジョン・コリリアーノに師事し、博士号を取得した。2000年、25歳のときに作曲家としては最年少でイスラエル総理大臣賞を受賞した。
作品はこれまでイスラエル・フィルハーモニー管弦楽団、ニューヨーク・フィルハーモニック、ロサンジェルス・フィルハーモニック、サンフランシスコ交響楽団、ミュンヘン・フィルハーモニー管弦楽団、カメラータ・ザルツブルク、ウィーン放送交響楽団などで演奏されている。
現在、ゲティスバーグ大学サンダーマン音楽院教授。

## 作品

### 管弦楽曲
- 弦楽のためのコラール（1999年）
- エレフ交響曲（2000年、イスラエル著作権協会賞受賞）
- ピッコロ協奏曲（2001年）
- コンチェルト・グロッソ（2003年）
- 主題のない変奏曲（2003年、ズービン・メータ指揮、イスラエル・フィルハーモニー管弦楽団により初演）
- サクソフォーン協奏曲（2003年、ジョシュア・レッドマン独奏、ジャスティ・ブラウン指揮、アラバマ交響楽団により初演）
- ヴァイオリン協奏曲（2006年）
- マンドリン協奏曲（2006年、2010年に独奏者アヴィ・アヴィタルがグラミー賞ベストインストゥルメンタルパフォーマンス部門にノミネート）
- 打楽器協奏曲『スパイス、香水、毒素！』（2006年、PercaDu、ズービン・メータ指揮、イスラエル・フィルハーモニー管弦楽団により初演）
- 打楽器協奏曲『フローズン・イン・タイム』（2007年）
- ウリヤ（2008-09年、デイヴィッド・ロバートソン指揮、サンフランシスコ交響楽団により初演）
- ピアノ協奏曲『失われた魂』（2009年）
- アゼルバイジャン舞曲（2010年、ズービン・メータ指揮、イスラエル・フィルハーモニー管弦楽団により初演）
- 天体崇拝（2011年）

### 室内楽曲
- トリオ（2001年）
- 弦楽四重奏曲第1番（2003年）
- 弦楽四重奏曲第2番（2004年）
- ヴァイオリンとピアノのためのソナタ第1番（2004年）
- 2つの弦楽四重奏のための『罪なき者たちの祈り』（2009年）
- ヴァイオリンとピアノのためのソナタ第2番（2008年、庄司紗矢香により初演）
- ヴァイオリンとピアノのためのソナタ第3番『ニグン』（2011年、ギル・シャハムとオルリ・シャハムにより初演）

### ピアノ曲
- ピアノソナタ第1番（1999年）
- ピアノソナタ第2番（2000年）
- アゼルバイジャン舞曲（2005年）
- ピアノソナタ第3番『舞踊組曲』（2005年）

### 歌曲
- 連作歌曲『ボアズ』（2002年、イスラエル文化大臣賞受賞）
- 詩篇67（2004年）